# 鬱陵島

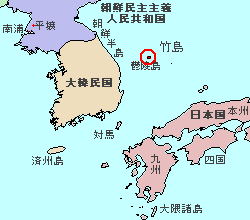
鬱陵島の位置

鬱陵島（ウルルンとう、ウルルンド、韓: 울릉도）は、日本海に位置し、大韓民国慶尚北道鬱陵郡に属する火山島である。

## 概要
朝鮮半島の竹辺（蔚珍郡）から東に140 km沖合いに位置する。この島の最高峰は聖人峯（ソンインボン、성인봉）で標高984 m。人口は9128人（2020）。面積は73.150 km2で、耕地面積は畑が12.40 km2、水田が0.5 km2、林野55.5 km2。
島全体が火山帯のため海岸の多くが絶壁（西南と東南の海岸は90 mの崖）であり港湾開発は難しいが、2018年末に全長44.2 kmの一周道路が開通（路面は一部工事中）した。島内のほとんどの道路は制限時速40 kmでネスジョントンネル区間のみ時速60 kmとなっている。
平地が少なく傾斜が激しい山道で積雪も多いため、ほとんどのタクシーがSUVである。また、駐車場が不足しており、いつでも動かせるように停車中でも車内にキーを置く習慣（車を持ち出せず盗難の恐れがないため）がある。2019年の車両数は5,840台で、うち243台が電気自動車となっている。鬱陵郡は電気自動車の購入に補助金1,900万ウォン（うち国費900万）を支給しており、毎年100台分の予算を確保しつつ2029年までに自動車の20％を電気自動車とする計画である。
韓国で最も嵐日数が多く、豪雪地帯である。代表的な植生は香木・白樺・ハマナス・島野菊など。主島の他、観音島、竹嶼と複数の岩島からなる。

## 産業
第一次産業（農業・漁業）が中心で、二次産業は非常に少ない。他、観光業が比較的発達している。住民は約1万人で、4割が漁業、2割が農業に従事している。近年はイカの不漁や自然災害、教育環境を理由に人口は減少傾向にある。

### 産物
主な農作物は、ジャガイモ・トウモロコシ・野菜・豆・栗・かぼちゃ、畜産は韓牛（ハーブ牛、鬱陵薬牛〈ウルルンヤクソ〉）・ヤギなど、海産は海苔・わかめ・ムール貝・イカ・サンマ・スケトウダラ・フジツボなど。特にイカは東南アジアに輸出されるが、漁獲高が減少している。他野草として、シャク、ギョウジャニンニク（명이）、ゼンマイ、ヤマブキショウ、シラヤマギク、ゴマナ、ツルニンジンなどが特産。栽培ハーブとしてタケシマシシウド（別名「竹島菜」。セリ科の植物。韓国名：섬바디）は輸出もされている。

#### かぼちゃ飴
陸地のかぼちゃより果肉が厚く重い鬱陵島かぼちゃを30％用い、トウモロコシを蒸して袋に入れ絞ったものと、蒸したかぼちゃ、麦芽を入れて5時間煮る。蜜状になったらコーンスターチを加え粘度を調整し板状に成型し固める。

## 名称
江戸期から明治10年代までの日本名は「竹島」または「磯竹島」、明治中期から現代の竹島との名称の入れ替わりにより「松島」とも呼ばれた。近代になって西洋においては「Dagelet」などと呼ばれていた。最大の付属島は島の北東に位置する竹嶼（日本が領有権を主張する竹島とは異なる）、他に観光地となっている観音島などがある。また、島全体が豪雪地帯となっている。

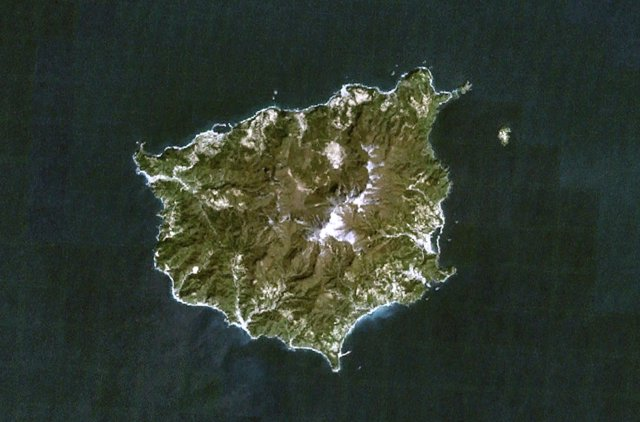
鬱陵島の衛星写真（上が北）

## 歴史
三国史記によると、鬱陵島は于山国として独立していたが、512年に朝鮮本土の国（新羅）に服属させられ、11世紀初頭には女真の侵攻によって滅びたと考えられている。その後、女真が滅びると朝鮮（高麗）の支配下となったが、この島は朝鮮本土より遠隔地の海上にあり監察使が頻繁に来ることができないため、兵役や税を逃れる者も本土より多数移住した。朝鮮王朝時代の記録によれば、晴れた日には鬱陵島が望洋亭や召公臺など、朝鮮半島の東岸部から見えるとの記載がある。

### うるまの島
平安時代の『権記』、『本朝麗藻』などに、寛弘元年（1004年）「しらぎのうるまの島の人」の因幡漂着と送還が記述されている。この島は本朝麗藻で「迂陵島」とされ、現在の鬱陵島であることは文献史学、古典文学などの研究者には定説である。日本語の通じない異邦人の到来は当時の京都でも話題となり、歌人藤原公任が題材として歌を詠み千載和歌集に載せられたことで後の世にも知られた。
[詞書]うるまのしまの人のここにはなたれきて、ここの人のものいふをききしらてなんあるといふころ、返ことせぬ女につかはしける
（うるまの島の人が日本に漂流してきて、日本人の言葉を聞いてもわからないでいるという評判の頃に、返歌をしない女に送った歌）
おほつかなうるまの島の人なれやわかことのはをしらぬかほなる
（心もとないことだ。うるまの島の人だからだろうか、わたしの贈った和歌に知らぬ顔をしているのは）—千載和歌集 巻第十一 六五七
これが後にどことも知れぬ辺境の異邦人の島の代名詞となり、室町時代には、当時の琉球国が室町幕府に遣使し、本土との交易を行ったころから、辺境の島としての「うるま」が沖縄島を指すようになった。あくまでも日本本土の文人たちによるもので、当の琉球人の知名度はなかった呼び名であるが、明治時代以降の沖縄県では県民にも沖縄の雅称として認められる名となった。現代の沖縄県で「うるま」の語源は沖縄方言の「珊瑚の島」（「ウル（珊瑚）」「マ（島）」）とされるが、明治以降に後づけされた民間語源に過ぎない。

### 倭寇対策としての「空島」政策
13世紀から16世紀にかけて「倭寇」（朝鮮本土や中国沿岸部を劫掠した海賊）は鬱陵島を拠点に朝鮮本土を襲ったり、鬱陵島の島民までもが倭寇を装い（仮倭という）、半島本土を襲うことがあった。
李氏朝鮮（1392年-1897年）は成立前後より、これを脅威とみなし、1417年、太宗は対策として、同島の居住者に本土への移住を命じた（いわゆる「空島政策」）。
この後、1881年まで460年以上に渡って同島は公式には無人島となった（しかし、朝鮮から密航する者は後をたたなかった）。

### 米子商人の鬱陵島拝領

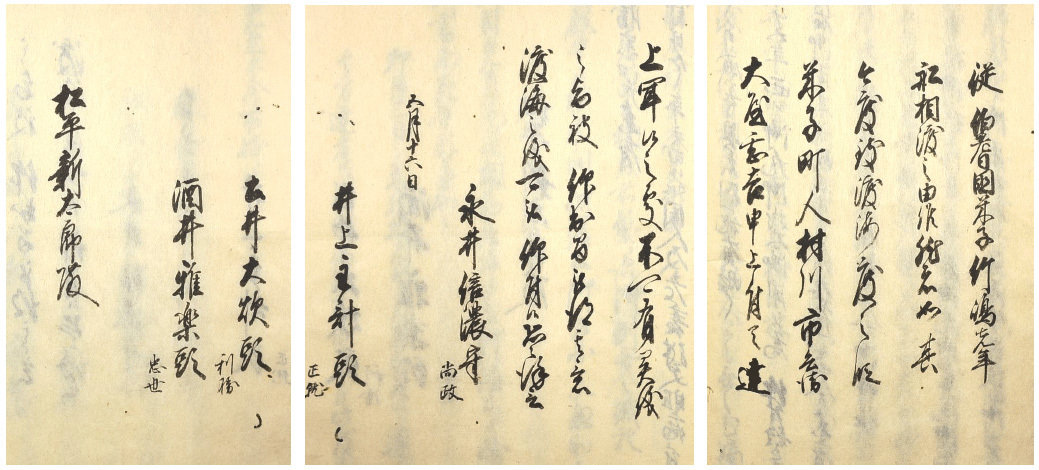
江戸幕府から米子商人にあたえられた鬱陵島渡海許可証（1618年）

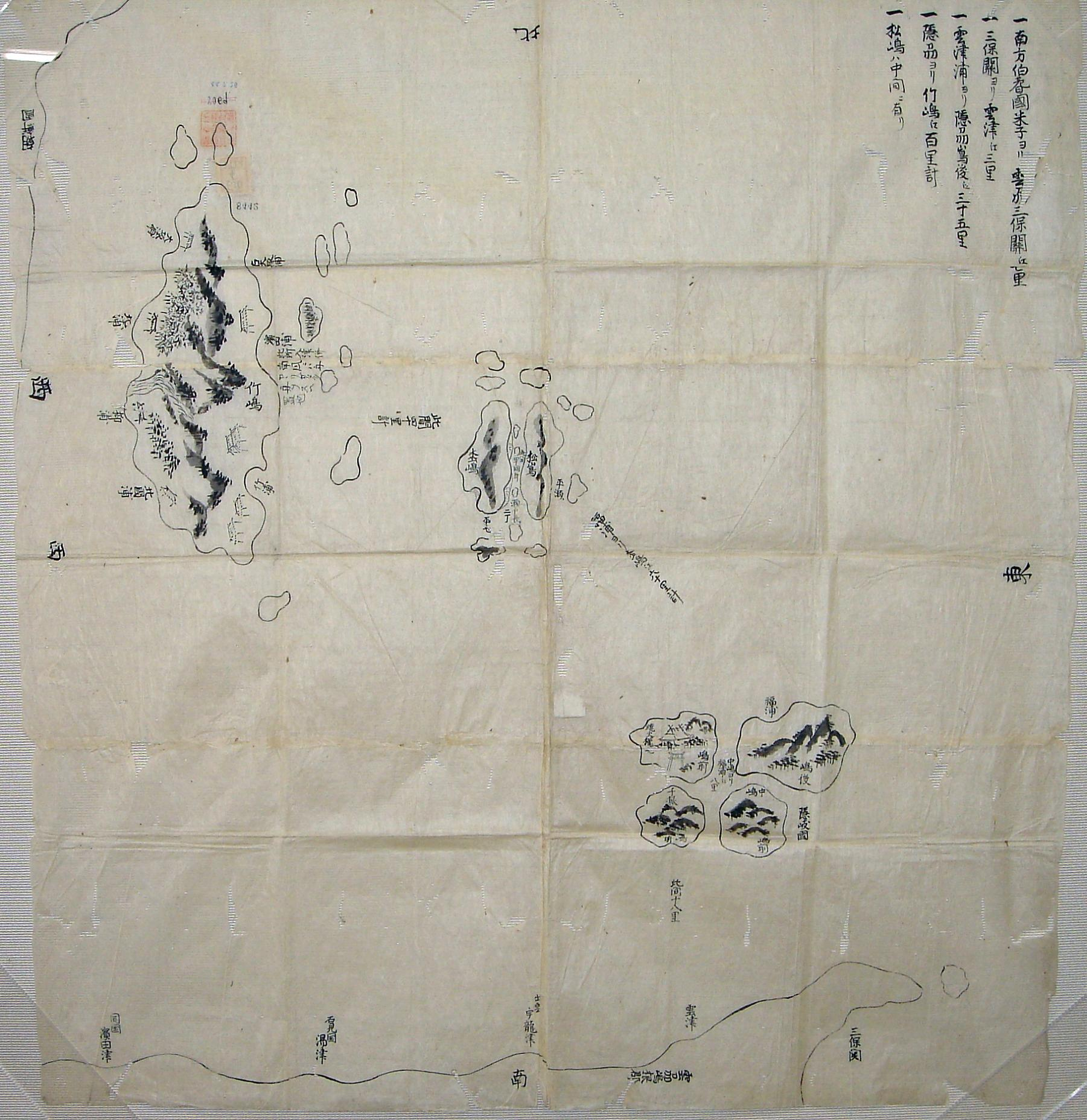
鳥取藩作成の『竹嶋之図』（1724年）
左が「竹島」（現、鬱陵島）、中央が「松島」（現、竹島）、右下が隠岐諸島
----
江戸時代の1618年 - 1697年、米子の商人が江戸幕府の許可の下、隠岐、現在の竹島（松島）を経由し、鬱陵島を開発していた。

1618年（元和4年）5月16日、江戸幕府は鳥取藩主池田光政（松平新太郎）にあてて伯耆国米子（現、鳥取県米子市）の商人、大谷・村川の両氏に対し、鬱陵島（当時、竹島）への渡海免許をあたえ、将軍家の家紋を打ち出した船印を立てることを許可した。幕府はまた鬱陵島で林業や漁猟を行う許可も与えていた。これは、両商人が鬱陵島の独占的経営を幕府公認でおこなっていたことを意味する。

### 竹島一件
上述のように、隠岐の漁師などが空島であった鬱陵島へおもむいて海産物や竹などを採取し、これを独占的に米子商人が取引することは幕府によって認められていた。このとき朝鮮本土より密漁に来ていた朝鮮人を見つけ日本へ連行し、幕府が李氏朝鮮に対し抗議した。これに対し朝鮮は歴史的に自国領であるとして反発した。
この後、日朝間で長期間論争が続いたが、1697年（元禄10年）1月、江戸幕府の5代将軍徳川綱吉は、日本人の鬱陵島への出漁を禁じる措置をとり、その旨を李氏朝鮮に伝えた。こうして、日本の漁師たちが幕府の許可を得て鬱陵島に渡航することはなくなった。

### 春官志の記録
1745年（英祖21年）に成稿した李孟休の『春官志』には、「蓋しこの島、その竹を産するを以ての故に竹島と謂い。三峯ありてか三峯島と謂う。于山、羽陵、蔚陵、武陵、磯竹島に至りては、皆、音号転訛して然るなり」とあり、古くは竹島・三峯島・于山・羽陵・蔚陵・武陵・磯竹島などとも呼ばれ、竹を産していたことが分かる。

### ヨーロッパ人による「発見」
1787年、フランスの探検家ラ・ペルーズ伯ジャン＝フランソワ・ド・ガローが鬱陵島に到着して、乗船するブッソール号の天文観測士ジョセフ・ルポート・ダジュレー（Joseph Lepaute Dagelet）にちなんで「ダジュレー（Dagelet）島」と名付けた。また、1864年にフランス海軍省海図局が地図を作製する際に、付属島の竹嶼を「ブッソール島」と命名した。
1789年にはイギリスの探検家ジェイムズ・コルネットも対馬海峡から日本海に入り、その後、北上して鬱陵島を「発見」したが、彼はこの島を「アルゴノート（Argonaut）島」と命名した。しかし、コルネットが測定した鬱陵島の経緯度には測量ミスにより実際の位置とのズレがあったため、その後、ヨーロッパで作成された地図には、鬱陵島の北西に別の島があるかのように記載されることとなった。そのため、1840年ごろから、西洋や日本では島名の混乱により鬱陵島を「ダジュレー島／松島」と呼んでいた。

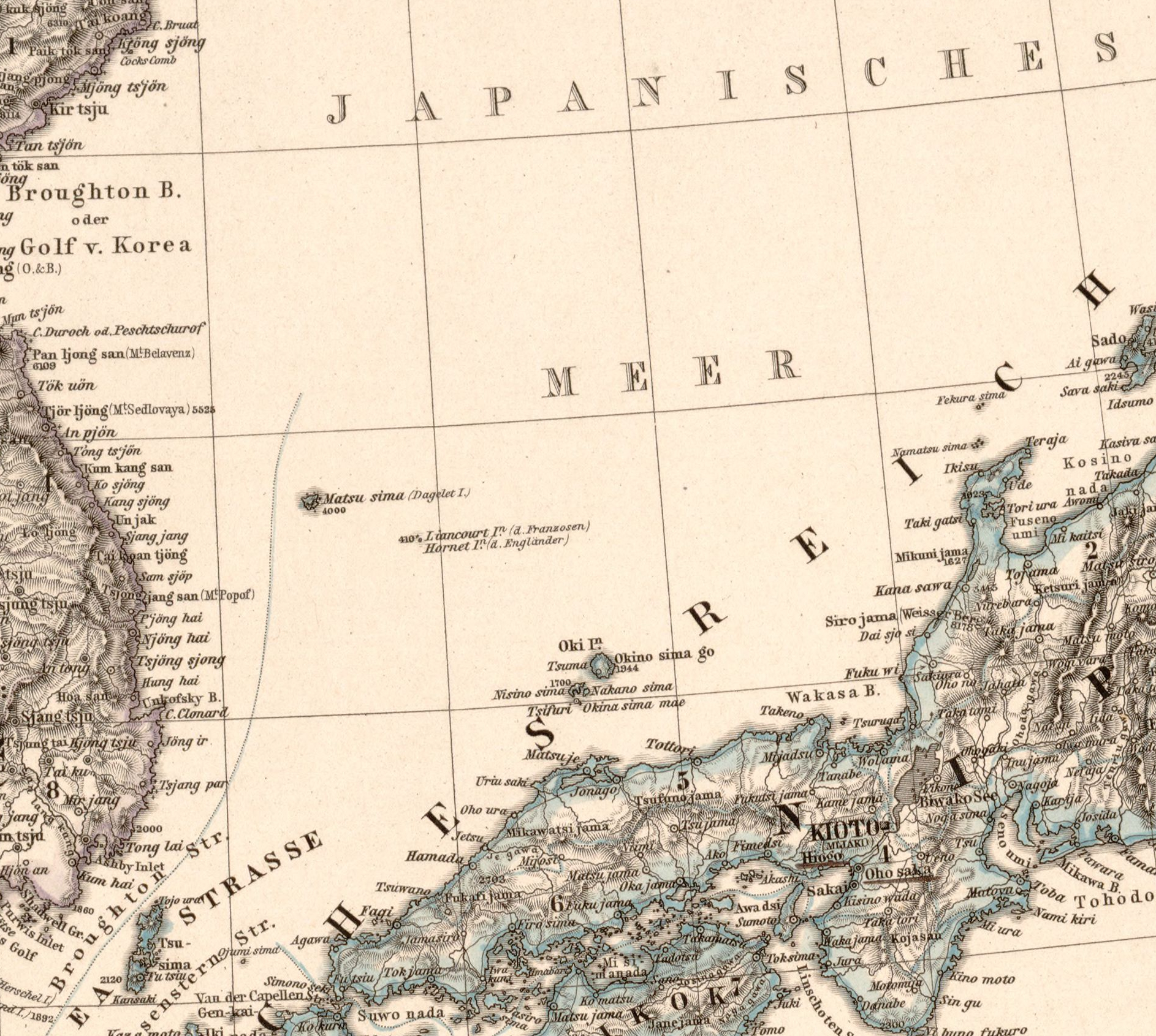
Stieler's Hand Atlas（ドイツ）による1872年発行の地図の「松島」「リアンクール岩礁」部分の切り抜き

### 近代
李氏朝鮮は長期間鬱陵島に対し無人政策をとっていたが、渡島するものが後をたたなかった。日本人も同様で、1882年から1898年には既に居住して伐木に従事する日本人が多くあった。

#### 空島政策の終了と日本人の帰国
- 1879年ごろ、京都の寺院建築のために、東京の大倉組（大倉喜八郎）が槻（ケヤキ）を伐採。
- 1881年、鬱陵島捜討により、日本人7名による伐木が確認される[20]。
  - 同年、朝鮮政府は日本政府に対し「鬱陵島渡海禁止」を要求[21]。
- 1882年6月、国王高宗は鬱陵島検察使・李奎遠にこの島の調査を指示し空島政策を廃止した[20]。
- 1883年、日本政府はこの要求を受け入れて日本人に強制帰国を命じた[21][注釈 2]。
  - 同年10月14日、越後丸にて日本人255人（復命書の県別人数に一致せず）が帰国。このとき、在住朝鮮人は60名で帰国を惜しみ見送る者もいた[22]。

#### 定住へ
朝鮮人は主に農業を営み、日本人は製材業や漁業を営んだ。定期的に入港する和船で米などが輸入され、島で収穫した大豆との物々交換を通じて両者は交易した。
- 1881年、江原道から朝鮮人4名（裴季周〈はいきしゅう〉、金大木、卜敬云、田士日）が渡島し農耕を営む[24]。
- 1883年4月、朝鮮人の入居を開始する[20]。第1陣は30余名であった[24]。
- 1892年、隠岐から日本人の脇田庄太郎が渡航し、製材のため仮小屋を構え定住する[23]。
- 1895年、裴季周が鬱陵島の島監に任命される。

#### ロシアへの伐木特許
- 1896年8月28日、帝政ロシアは朝鮮政府とのあいだに「露人ブリーネル茂山及鬱陵島山林伐採並植付に関する約定書」を結び、鬱陵島の森林伐採と植栽に関する特許をユーリ・イワノヴィチ・ブリーネル（ロシア語版）が設立した「朝鮮木商会社」に与えた[25]。
- 1898年10月中に、その特許がロシア枢密顧問官アポロジェフに譲渡されていた（1899年8月に在韓公使が確認し外務省に報告）。
- 1899年6月、ロシアは学者と兵士を鬱陵島に派遣し日本人が伐木に従事しているのを発見し、8月7日に日本政府へ抗議した[26]。
  - 同年8月11日、在韓公使は鉄道枕木用としてロシアが得た伐木特許について、鬱陵島の白檀など全ての良材に対しても適用されるのは承知できないとして朝鮮政府に問いただした[27]。
  - 同年8月27日、日本外務省は伐木の禁止・退去を命じるため、軍艦摩耶を鬱陵島に派遣するが悪天候により断念、勧告含め海軍省に全て委任することを検討[27]。
  - 同年8月30日、外務省より島根県、鳥取県両知事に対して欝陵島での伐木を禁止し取締るよう通達。また、退去勧告は軍でなく外務官吏を特派することを通達。
  - 同年9月25日、軍艦摩耶により欝陵島視察。同地組長と称する島根県人天野源蔵と1名に聴取。艦長による報告書によれば、朝鮮人戸数は500人で人口約2,000人、日本人は約100名で5-6月までは150名といい、季節により変動があったことがわかる。その他村落の位置や名前、戸数が記録されている[27]。朝鮮人は農業を主として漁業を営むものは少数であった。島の監督は朝鮮半島から巡視役として派遣されており、前任者は島民の恨みをかい殴殺されたという。船の往来は朝鮮船が竹辺付近より時折くるのみで定期船はなく、一方で日本人は和船を使って多い時で年に3回往復（大抵は3月、5月、9月に出航）していた。日本人の主な職業は木材の輸出で松と槻（けやき）のみで、朝鮮人が焼畑のため伐木を焼却していたのを説得して伐木に着手したのが始まり。監督に税をおさめており、また多少の雑貨や米の取引により朝鮮人に喜ばれていた。
  - 同年10月4日、日本政府の11月30日を期限とする欝陵島からの退去命令に関して、通行不便なため退去もその確認も難しいことを在韓領事は吐露している。
  - 実際に1905年ごろまでに朝鮮人の戸数は400-500を数えるまでに増えており、以前として日本人も300戸程度居住していたことから、強制退去の実効性は不確実なものであった[28]。
  - また同年11月8日、今回の強制退去は伐木を禁止させるのが目的であり、これを前例として韓国政府が在韓邦人のみに対して強制退去を命じることがあれば公平ではなく、相互の条約に基づく義務を要求するよう在韓領事は外務大臣に上申している[27]。

#### 日本人在留者による共同体の結成
- 1897年4月、日商組合会を組織する[29]。
- 1901年7月、人口増加により不安定になった治安維持のために「日商組合規則」を制定し取締り[29]。
- 1901年1月、日商組合会内の内部対立事件が発生し、日本政府は同年4月に釜山居留地警察署から警部以下巡査3名を派遣し、警察官駐在所を設置した[29]。
- 1902年5月末、79戸548人（うち男422人）の日本人が在留[30]。
- 1902年6月、外務省の釜山理事庁の認可のもと日本人による自治の共同体結成。「日商組合規則」のもと鬱陵島島司をリーダーに島内にて集団生活[31]。
- 1907年末、日商組合会は廃止して日本人会（会員450名）が結成された[32]。

#### 日露戦争を経て日本領へ
- 1904年2月、日露戦争が勃発し、同月、日韓間で日韓議定書が結ばれた。同年5月、韓国政府は韓露条約を破棄し、同時に豆満江・鴨緑江とともに鬱陵島の森林伐採権の破棄を声明した[33]。
- 1905年、日本海海戦が近海で行われて日露戦争で日本が勝利。
- 1910年、日韓併合により日本領となる。

### 現在
1952年に発効したサンフランシスコ平和条約により、日本は済州島、巨文島とともに鬱陵島の領有を放棄した（なお、竹島の領有権についてはこの条約に直接明記されていない）。同条約で日本政府は朝鮮の独立を認めたため、以降、日本政府は鬱陵島は朝鮮に帰属するものとして扱った。
当初は鬱陵島民の生業は農業が主体であったが、現在は漁業の島になっている。また、注目されていなかったことが却って自然保護に繋がりエコツーリズムも盛んとなっている。

## 交通

### 島内
2018年末に全長44.2 kmの一周道路が開通（路面は一部工事中）した。しかし、2020年の台風9号の影響で沿岸部に大きな被害があり、4つの区間で通行止めとなった。沿岸のテトラポッドがトンネル内を塞いだり、防波堤や路面が波にさらわれて通行できない状況となった。
行政府は島内交通の電力化を推進している。電気自動車の購入助成金（最大3,200ウォン）を出し、民間普及を後押ししている。この事業により、2020年までに新たに346台のEVが普及した。また、韓国のポスコグループ傘下でITサービスを手掛けるポスコICTが島内8か所にEV充電器22基を設置している。

### 海上
大韓民国慶尚北道浦項市から約217 km、船で3時間かかる。他に江原特別自治道東海市墨湖からも定期船航路がある。
鬱陵島、独島と蔚珍後浦項をつなぐ航路には、フラワー号（388トン、定員443人。JHフェリー）が運行中で2時間20分と最短距離で結ぶ。大型船の運行が停止している中、小型船での定期運行は船酔いへの不満が利用者から出ており、最短時間であることが利点となっている。
大型船の定期運行は2019年大型客船サンフラワー号（2,394トン、定員920人。大邸海運）が船齢25年となり終了したままである。以後、後継事業者の誘致・選定をすすめているが、流札や事業者不適格などで却下され再開が実現していない（2021年現在）。

### 航空
2008年、水陸両用機により、浦項空港などから航空機を就航させる計画があり、事業推進にあたって滑走路建設が並行して提案された。
2010年12月20日、KDI（Korea Development Institute 韓国開発研究院）は鬱陵島の空港の経済性がない（B/C 0.77、AHP 0.43）という結論を下した。鬱陵郡守はこれに対して異議を唱えた。
2011年1月5日、国土海洋部は、第4次空港開発中長期総合計画（2011-2015年）を策定し、官報に告示。ここに鬱陵島における空港の建設が含まれていた。ボンバルディア社製Q300モデルやATR社のATR42など、50人乗り旅客機が運航できるとみている。2030年になれば、年間100万人程度の航空需要で、経済性は十分であると予測した。2012年、予備妥当性調査を再度実施したが経済性分析（通常1.0以上で妥当）は6月にB/C 0.38、10月にB/C 0.70とされ、実現が遠のいた。
2013年7月8日、鬱陵空港建設事業が企画財務部の予備妥当性調査（B/C 1.19、AHP 0.655）を通過。B/Cを中国人による観光の増大が、AHPを日本との領有権紛争がそれぞれ押し上げた形であった。
2015年11月24日、2021年の開港を目指し第1期工事（2,182億ウォン）の入札が公告された。第2期工事は2,869億ウォンの予定（総予算5,805億ウォン）であったが、1度目の入札過程でポスコエンジニアリングによる地質調査が不十分で、追加事業費が最低600億ウォン必要と判明しポスコ建設、大林（テムリン）産業など入札参加企業が相次いで辞退した。5月30日に再公告したが、滑走路建設の埋め立て岩石（島内至近のもの）の強度不足が明らかで、追加工事費（岩石の採取と運搬など）が600-800億ウォンと予想され、期限である6月14日までに事前資格審査申請する企業が一つもなく入札が撤回された。
2017年11月15日、釜山地方航空庁は、他の場所の岩石を埋立に使うコストを避けコンクリート構造物を使用する方式を適用。
2019年5月1日、2025年の開港を目指し、政府は発注依頼計画を公示、事業費6,633億ウォンに増額し策定。同年12月、大林産業コンソーシアムが選定され基本設計技術提案と実施設計へ。2020年7月、大林産業コンソーシアムとの契約が締結され同年11月27日着工。総事業費は6,651億ウォン。
この他に海軍部隊ヘリポート（沿岸部）および空軍部隊ヘリポート（内陸部）がある。傷病者の緊急輸送などのためにも使用されるが本来は慶北消防航空隊がその任を負う。しかし、消防隊のヘリが事故により不足しており、現在は海洋警察庁のヘリと警備艦により本島への緊急搬送を行なっている。
- 軍による定期航空便はHH-47（CH-47の派生系）で運用されているが民間利用はできない。最近ではコロナワクチンを輸送した[56]。
- 慶北消防119特殊救助隊が運用するヘリはロシアカモフKa-32T（Ka-27の派生系）とフランスユーロコプターAS365N3（AS 365の派生系）である[57]。なお、2009年導入のユーロコプター EC 225は2019年10月31日救助活動中に墜落。同年2月にもAS365N3が訓練中に1機墜落[58][59]している。島では追加設置を希望しているが、予算面で厳しい状況である[60]。
- 慶尚北道警察庁（鬱陵島と独島を管轄）で運用するヘリは、韓国航空宇宙産業（KAI）開発のチャムスリKUH-1P（KAI KUH-1 スリオンの警察仕様）である[61]。また、消防隊のヘリが不足しているため、鬱陵島を管轄する東海海洋警察庁にKUH-1CG（KAI KUH-1 スリオンの海洋警察仕様）が追加配備された[62]。

## 気候
| 鬱陵郡（鬱陵島気象観測所）の気候                            | 鬱陵郡（鬱陵島気象観測所）の気候 | 鬱陵郡（鬱陵島気象観測所）の気候 | 鬱陵郡（鬱陵島気象観測所）の気候 | 鬱陵郡（鬱陵島気象観測所）の気候 | 鬱陵郡（鬱陵島気象観測所）の気候 | 鬱陵郡（鬱陵島気象観測所）の気候 | 鬱陵郡（鬱陵島気象観測所）の気候 | 鬱陵郡（鬱陵島気象観測所）の気候 | 鬱陵郡（鬱陵島気象観測所）の気候 | 鬱陵郡（鬱陵島気象観測所）の気候 | 鬱陵郡（鬱陵島気象観測所）の気候 | 鬱陵郡（鬱陵島気象観測所）の気候 | 鬱陵郡（鬱陵島気象観測所）の気候 |
| 月                                                          | 1月                              | 2月                              | 3月                              | 4月                              | 5月                              | 6月                              | 7月                              | 8月                              | 9月                              | 10月                             | 11月                             | 12月                             | 年                               |
| ----------------------------------------------------------- | -------------------------------- | -------------------------------- | -------------------------------- | -------------------------------- | -------------------------------- | -------------------------------- | -------------------------------- | -------------------------------- | -------------------------------- | -------------------------------- | -------------------------------- | -------------------------------- | -------------------------------- |
| 最高気温記録 °C （°F）                                      | 14.9 (58.8)                      | 19.2 (66.6)                      | 21.8 (71.2)                      | 26.1 (79)                        | 30.8 (87.4)                      | 32.2 (90)                        | 34.6 (94.3)                      | 34.6 (94.3)                      | 32.4 (90.3)                      | 27.2 (81)                        | 23.2 (73.8)                      | 17.9 (64.2)                      | 34.6 (94.3)                      |
| 平均最高気温 °C （°F）                                      | 4.4 (39.9)                       | 5.6 (42.1)                       | 9.6 (49.3)                       | 15.1 (59.2)                      | 19.7 (67.5)                      | 22.5 (72.5)                      | 25.5 (77.9)                      | 26.9 (80.4)                      | 23.2 (73.8)                      | 18.8 (65.8)                      | 13.2 (55.8)                      | 7.2 (45)                         | 16.0 (60.8)                      |
| 日平均気温 °C （°F）                                        | 1.7 (35.1)                       | 2.5 (36.5)                       | 5.8 (42.4)                       | 11.1 (52)                        | 15.8 (60.4)                      | 19.1 (66.4)                      | 22.7 (72.9)                      | 23.8 (74.8)                      | 20.0 (68)                        | 15.4 (59.7)                      | 9.9 (49.8)                       | 4.3 (39.7)                       | 12.7 (54.9)                      |
| 平均最低気温 °C （°F）                                      | −0.5 (31.1)                      | 0.0 (32)                         | 2.9 (37.2)                       | 7.8 (46)                         | 12.5 (54.5)                      | 16.5 (61.7)                      | 20.5 (68.9)                      | 21.7 (71.1)                      | 17.7 (63.9)                      | 13.0 (55.4)                      | 7.4 (45.3)                       | 1.9 (35.4)                       | 10.1 (50.2)                      |
| 最低気温記録 °C （°F）                                      | −11.6 (11.1)                     | −13.6 (7.5)                      | −9.9 (14.2)                      | −2.7 (27.1)                      | 3.8 (38.8)                       | 7.0 (44.6)                       | 12.5 (54.5)                      | 14.7 (58.5)                      | 8.9 (48)                         | 0.7 (33.3)                       | −5.9 (21.4)                      | −9.6 (14.7)                      | −13.6 (7.5)                      |
| 降水量 mm （inch）                                          | 117.4 (4.622)                    | 91.3 (3.594)                     | 76.4 (3.008)                     | 97.8 (3.85)                      | 108.5 (4.272)                    | 116.8 (4.598)                    | 175.0 (6.89)                     | 176.7 (6.957)                    | 173.6 (6.835)                    | 100.9 (3.972)                    | 116.9 (4.602)                    | 129.3 (5.091)                    | 1,480.6 (58.291)                 |
| 平均降水日数 （≥0.1 mm）                                    | 18.8                             | 14.5                             | 12.0                             | 9.0                              | 8.6                              | 8.6                              | 12.0                             | 11.6                             | 10.6                             | 9.3                              | 13.1                             | 18.2                             | 146.3                            |
| 平均降雪日数                                                | 17.7                             | 13.2                             | 7.4                              | 1.0                              | 0.0                              | 0.0                              | 0.0                              | 0.0                              | 0.0                              | 0.1                              | 3.4                              | 13.1                             | 55.9                             |
| % 湿度                                                      | 68.6                             | 68.4                             | 67.5                             | 67.2                             | 70.2                             | 79.6                             | 84.7                             | 83.4                             | 79.3                             | 71.4                             | 67.6                             | 67.3                             | 72.9                             |
| 平均月間日照時間                                            | 102.0                            | 118.1                            | 180.5                            | 216.5                            | 238.5                            | 185.5                            | 165.1                            | 176.6                            | 163.7                            | 178.8                            | 132.0                            | 104.1                            | 1,961.4                          |
| 出典：韓国気象庁 (平均値：1991年-2020年、極値：1938年-現在) |                                  |                                  |                                  |                                  |                                  |                                  |                                  |                                  |                                  |                                  |                                  |                                  |                                  |

## 噴火活動

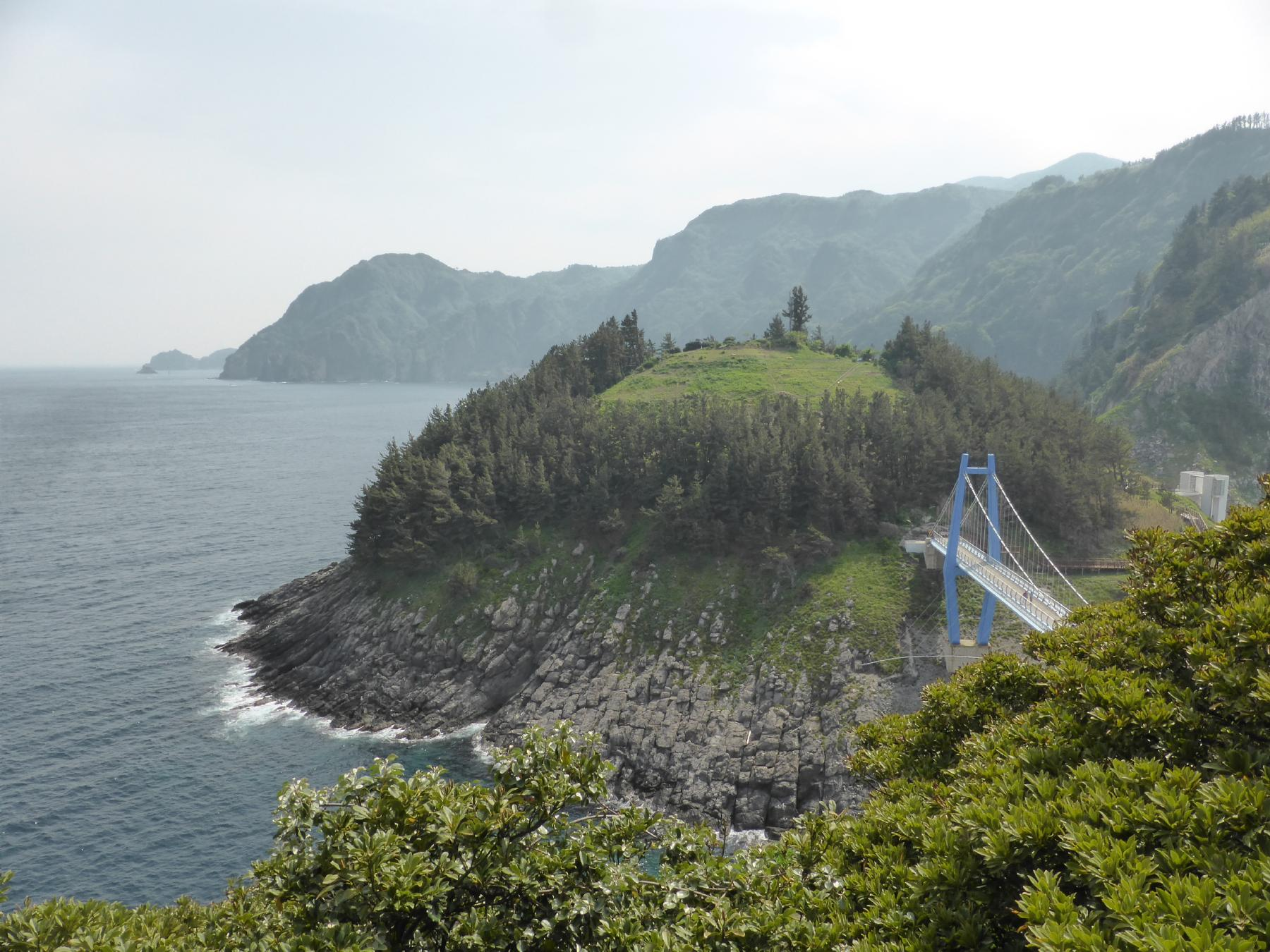
鬱陵島東北部の放射状節理

今から約10,300年前に鬱陵島は大規模な噴火を起こしたことが明らかになっている。このときの噴火の火山灰は鬱陵島から東南東方向に長軸を持ち、日本海や本州における広域テフラの一つ（鬱陵隠岐 (U-Oki)）として年代測定の材料の一つとして使われている。最新の噴火は約5,000年前で、この時にアルボン溶岩ドームを形成した。

## 領有権争いのある竹島との関わり
鬱陵島から東南東へ約90 kmのところには、日韓で領土問題となっている竹島（韓国名：独島）がある。現在、韓国がこの島を自国領であるとして鬱陵郡に属する形で実効支配しているが、これに対して日本は「不法占拠」として抗議している。
竹島へは2005年3月28日より、鬱陵島の道洞港から大亜高速海運によって毎日観光船が運航され、日本人を含め外国人も乗船できる。竹島では、観光客は韓国が建設したコンクリート製の埠頭には上陸できるが、領土である岩には韓国人であっても足を踏み入れられない。
2005年6月1日、鬱陵郡は、旅客船会社が入島定員（1日140名）を守らなかったとして竹島の出入を無期限中断させた。同年3月24日から竹島への出入が許可制から申告制に変わり旅客線会社（独島観光海運と大亜高速海運）が事実（1回に70人まで、毎日140人まで）を通知することになっていた。秩序維持と竹島保護のための出入中断までに郡の集計では5,954人が島に上陸したという。
竹島への船の発着場でもある道洞の港や船には、竹島が韓国領であることをアピールする巨大な看板などが並び、「独島」を冠した店名の食堂や土産物店などが林立している。道洞港から徒歩約15分の道洞薬水公園内には独島博物館があり、ここよりケーブルカーで登った展望台（標高317 m）からは、晴天で空気が澄んでいれば、双眼鏡で竹島をかすかに望むことができる。この独島博物館は竹島の韓国領有をアピールするための博物館で、韓国のサムスングループの会長が国に寄付し、鬱陵郡が運営している。
竹島は鬱陵島の標高約200 m以下では水平線の下に隠れるため海岸付近からは見ることはできないが、晴天で空気が澄んでいるときに高い山の中腹まで登れば、肉眼でもかすかに見ることができる（ただし、肉眼で確認できるチャンスは年間に数日といわれる）。竹島（独島）を肉眼で見ることができるので「古来より朝鮮人が日本人より先に独島を発見していた」として、韓国側の竹島領有の根拠の一つとしている。
1964年には、江戸時代に発生した竹島一件の原因となった漁民安龍福を顕彰する「安龍福将軍忠魂碑」が鬱陵島に建立される（安龍福は将軍ではないが、韓国では将軍と呼称されることが多い）。
2011年8月1日、自民党の国会議員である新藤義孝、稲田朋美、佐藤正久が鬱陵島の独島博物館などを視察するため韓国に向かったが、金浦空港で入国拒否され日本に引き返した。その前日の7月31日には、3人と合流する予定であった下條正男拓殖大教授も仁川空港で入国拒否された。
上記のような事例があったことから、日本人が鬱陵島へ渡航する際には、出港地において韓国警察による取り調べ（渡航目的）を受けることになる。また、竹島航路を運営するフェリー会社は、日本人と判明した者へのチケット販売を行わない旨を告知している。